# 国見町立県北中学校
国見町立県北中学校（くにみちょうりつ けんぽくちゅうがっこう）は、福島県伊達郡国見町にある公立中学校である。

## 概要
福島県の最北端にある国見町唯一の中学校である。

## 沿革
- 1950年（昭和25年）4月1日 - 藤田町立小坂村森江野村組合立県北中学校として開校[2]。
- 1954年（昭和29年）3月 - 町村合併により国見町立県北中学校に改称[2]。
- 1961年（昭和36年）4月1日 - 国見町立大木戸中学校、国見町立大枝中学校と統合[2]。

## 学区
- 国見町全域

## 進学
隣接県特例により、国見町居住の受験生は、福島県内の公立高校（普通科は県北学区）の他、宮城県立の白石、白石工業、伊具の各高校を志願できる。但し、両県の公立高校の併願はできない。